# Афера века (фильм, 2020)
«Афера века» (исп. El robo del siglo) — аргентинский фильм 2020 года режиссёра Аэриэля Винограда, основанный на реальных событиях.

## Сюжет
Картина основана на реальных событиях, ограблении банка Río de Acassuso в Буэнос-Айресе 13 января 2006 года.
Фильм начинается в мастерской художника Фернандо Араухо (Диего Перетти), который любуется на только что написанную картину. Он посещает психоаналитика и обсуждает свою жизнь. Когда он возвращается с тренировки по борьбе (Араухо также работает тренером), идёт дождь, грузовик обливает художника водой, и гасит «косячок». Араухо бросает «косячок» в лужу и наблюдает за тем, как тот плывёт и скрывается в люке канализации. Араухо осознаёт, что люк находится совсем недалеко от банка Río. Следуя за канализационными люками, он выходит к коллектору и находит люк возле банка. В голове у него появляется мысль дерзкого ограбления.
Через знакомого художник «выходит» на Марио Витетте Селланеса (Гильермо Франселья), профессионального грабителя, который соглашается спонсировать преступление. Пригласив в банду ещё несколько человек, друзья начинают рыть подземный ход из канализации в банк. В какой-то момент Араухо осознаёт, что для успеха подземной операции нужно ещё провести операцию наземную, то есть зайти в банк, взять заложников и инсценировать ограбление.
Ворвавшись в помещение банка, банда вскрывает сейфовые ячейки, пока Селланес тянет время, общаясь с полицейским-переговорщиком. Предварительно мошенник прочитал книгу о тактике переговоров с террористами, поэтому он идёт на уступки, отпуская часть заложников, чтобы полицейские не ворвались в здание.
Совершив ограбление, друзья спускаются в тоннель и закрывают шкафом 18-метровый тоннель, ведущий в канализацию. Тем временем полицейский-переговорщик разгадал план грабителей: при выходе из коллектора их ожидает отряд полиции. Однако оказывается, что грабители предусмотрели и это. Они построили дамбу в тоннеле и двигались по нему на лодках в обратную сторону, к канализационному люку, где их ждал сообщник. Поделив награбленное, друзья решают «залечь на дно».
Преступников подводит то, что жена одного из них, застав мужа с любовницей, приходит в полицию. Вскоре всех участников ограбления арестовывают. Всем им дают разные сроки тюремного заключения. Вскоре Араухо выходит из тюрьмы, на воле его встречает Селланес. Фильм заканчивается краткой справкой о том, как сложились судьбы участников банды «ограбления века».

## В ролях
- Диего Перетти[англ.] — Фернандо Араухо, организатор ограбления
- Гильермо Франселья — Марио Витетте Селланес, «человек в сером костюме»[3]
- Пабло Раго — Себастьян, «Марсианин»
- Луис Луке[англ.] — Мигель Силео, полицейский-переговорщик
- Хуан Алари — водитель грузовика[3]
- Рафаэль Ферро[исп.] — Альберто «Бето» де ла Торре
- Магела Санотта[исп.] — жена Альберто де ла Торре
- Йоханна Франселья[исп.] — Лучия Витетте Селланес
- Мариано Архенто[исп.] — «Док» Дебауза

## История создания
Работа над фильмом началась 15 апреля 2019 года в Буэнос-Айресе и закончилась 4 июня того же года в городе Потрериллос, провинции Мендоса, примерно за семь с половиной месяцев до выхода фильма на экраны 16 февраля 2020 года.
Сценарий фильма написал продюсер фильма Алекс Сито и автор ограбления Фернандо Арайо, которому принадлежала мастерская художника в десяти кварталах от банка. Дистрибуцией фильма на международных рынках занималась компания Warner Bros. Pictures.

## Восприятие
Фильм получил в основном положительные отзывы профессиональных критиков.
На сайте-агрегаторе рецензий Rotten Tomatoes 83 % из 6 рецензий критиков положительные, средняя оценка — 6,7/10.
По данным аргентинского портала Todas las críticas, фильм имеет рейтинг 77/100 на основе 34 рецензий.